# Mittokrati
En mittokrati är en organisation där mycket av makt och resurser samlas i mitten, det vill säga nedanför högsta ledningen men ovanför kärnverksamheten, till exempel hos mellanchefer och stödjande staber. Professorerna Johan Alvehus och Gustav Kastberg Weichselberger har behandlat ämnet och varnar för att uppmärksamhet och fokus tas från kärnverksamheten.
Ordet mittokrati var ett av 2024 års nyord.